# 包欣芳
包欣芳（1814年1月7日—1860年），字榮臯，號鳳笙，四川敘州府南溪縣人，原籍福建上杭縣，行五，民籍。

## 生平
道光二十四年（1844年）甲辰恩科四川鄉試舉人。
咸豐三年癸丑科進士。
翰林院庶吉士。
刑部廣西司主事。

## 家族
曾祖包鴻（庠生），曾祖母羅氏
祖包富嵩（太學生），祖母陳氏、康氏
本生祖包學嵩（歲貢生），本生祖母王氏
父包寬（壬午科歲貢生舉孝廉方正），母陳氏
子包汝海。